# Kap Lagrelius
Kap Lagrelius (englisch Lagrelius Point) ist eine niedrige und eisfreie Landspitze an der Nordwestseite der westantarktischen James-Ross-Insel. Sie liegt 2,5 km südlich der Carlson-Insel und ragt in den Prinz-Gustav-Kanal hinein und markiert die westliche Begrenzung der Caleta Gonzalez.
Teilnehmer der schwedischen Antarktisexpedition (1901–1903) unter der Leitung Otto Nordenskjölds entdeckten und vermaßen sie. Nordenskjöld benannte das Kap nach dem schwedischen Unternehmer Axel Lagrelius (1863–1944), einem Sponsor dieser Forschungsreise. Ihren englischen Namen erhielt die Landspitze nach einer Vermessung durch den Falklands Islands Dependencies Survey im Jahr 1952.